# Arkadiusz Moryto
Arkadiusz Moryto (Krakkó, 1997. augusztus 31. –) lengyel válogatott kézilabdázó, a Kielce játékosa.

## Pályafutása

### Klubcsapatokban
2014-ben megnyerte a lengyel junior bajnokságot és a döntő legértékesebb játékosának választották (MVP). 2013 és 2016 között az SMS Gdańsk játékosa volt. A 2014–2015-ös szezonban mutatkozott be a lengyel élvonalban, 25 mérkőzésen 101 gólt szerzett. 2016 nyarán a Zagłębie Lubin csapatához szerződött. A 2016–2017-es szezonban 30 bajnokin 160 gólt szerzett és bekerült a bajnokság All Star-csapatába is. A következő idényben 227 góljával a lengyel élvonal gólkirálya lett. 2018. február 3-án a Stal Mielec elleni mérkőzésen 15 gólt szerzett, ezzel új rekordot felállítva a lengyel első osztályban. 2018 júliusában hároméves szerződést írt alá a Kielcével, amelynek színeiben 2018. augusztus 31-én debütált. 2018. szeptember 15-én a Veszprém ellen a Bajnokok Ligájában is bemutatkozhatott. 2018. október 2-án újabb rekordot állított fel az egy mérkőzésen elért gólok tekintetében, amikor 17 alkalommal volt eredményes a Piotrków elleni bajnokin. A 2018–2019-es szezonban bajnok és kupagyőztes lett a csapattal, 30 mérkőzésen 173 gólt szerzett.

### A válogatottban
2017. január 8-án debütált a lengyel nemzeti válogatottban egy Argentína elleni felkészülési mérkőzésen. 2017 januárjában részt vett a franciaországi világbajnokságon, ahol hét mérkőzést játszott és 12 gólt szerzett.

## Sikerei, díjai
Kielce
- Lengyel bajnok: 2019
- Lengyel Kupa-győztes: 2019

Egyéni elismerései
- A Lengyel bajnokság gólkirálya: 2018 (227 gól)[10]
- A Lengyel bajnokság All Star-csapatának tagja: 2017, 2018
- A Handball Planet szakportál szavazásán a 2018-2019-es szezon legjobb utánpótláskorú jobbszélsője[11]

## Család
Édesapja Jacek Moryto kosárlabdázó.